# Call of Duty 2: Big Red One
Call of Duty 2: Big Red One је пуцачина из првог лица коју је развио Treyarch, а објавила компанија Activision за Gamecube, PlayStation 2 и Xbox. Игра представља експанзију оригиналне игре Call of Duty 2.
Big Red One се разликује од осталих игара у франшизи Call of Duty по томе што се радња фокусира на само једну савезничку формацију у Другом светском рату; Прва пешадијска америчка дивизија, која заправо носи надимак Big Red One. Игра покрива више различитих операција у којима је учестовала поменута дивизија; Северноафричка кампања, инвазија на Сицилију, Оверлорд и прелазак линије Зигфрид. Свако поглавље је завршено уникатним видео снимцима, узети са америчког канала Милитери ченел. Кратке документарце је излагао познати глумац Марк Хамил, који је и сам био глумац у филму  The Big Red One.
У главној улози овог Call of Duty-a су били пар глумаца из ХБО-ове мини-серије Браћа по оружју, тачније Мајкл Кадлиц, Џејмс Мејдио, Френк Џон Хугс, Ричард Спејт Џуниор, Рос Мекол, Рик Гомез и Рин Мороно. На омоту видео-игре налази се још један глумац, Стивен Сокс. Сценарио се преписује Арону Гинсборгу и Вејду Мекинтиру.
У Северној Америци је игра касније објављена, као део додатног пакета под називом Call of Duty: Legacy само за PlayStation 2. Пакет је укључивао, заједно са Big Red One, Call of Duty: Finest Hour. Ово специјално издање такође је било доступно за Xbox и PlayStation 2.

## Пријем
Према сајту Metacritic, игра је добила генерално позитивне осврте код критичара.
Верзија игре за PlayStation 2 добила је награду „Платинум“ за продају од удружења ELSPA, звог чињенице да је игра била продата укупно 300.000 пута у Уједињеном Краљевству.